# Croisières sidérales
Croisières sidérales é um filme francês de 1942 do gênero ficção científica dirigido por André Zwoboda.

## Enredo
Um grupo de viajantes parte em um balão estratosférico e, devido a um acidente, é arremessado ao espaço. Ao retornar à terra descobrem que se passaram 25 anos devido a um fenômeno ligado a teoria da relatividade.

## Elenco
- Madeleine Sologne.... Françoise Monier
- Jean Marchat.... Robert Monier
- Julien Carette.... Lucien Marchand
- Robert Arnoux.... Antoine
- Simone Allain.... Béatrice
- Auguste Bovério.... Diretor
- Violette Briet.... Marie
- Jean Dasté.... Pépin
- Luce Ferrald.... Gaby
- Richard Francoeur.... Charles